# 那賀町立相生小学校
那賀町立相生小学校（なかちょうりつ あいおいしょうがっこう）は、徳島県那賀郡那賀町延野字大原にある公立小学校。

## 沿革
- 2001年（平成13年）

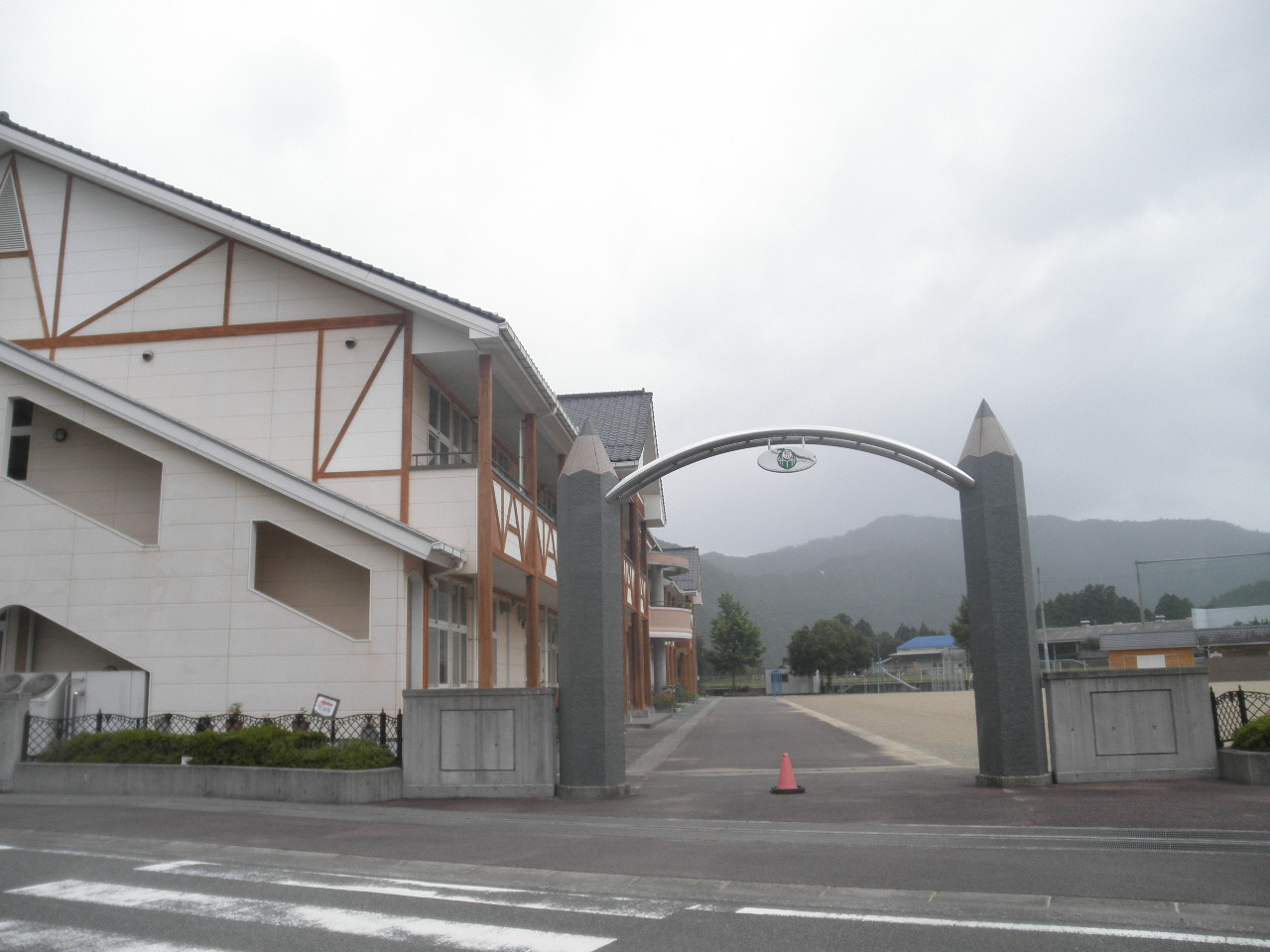
正門

  - 3月27日 - 校舎新築落成し、落成式典を挙行。
  - 3月31日 - 延野小学校・平野小学校・西納小学校・日野谷小学校が再編統合により閉校。
  - 4月1日 - 相生町4小学校の再編統合により、徳島県那賀郡相生町延野字大原80番地（現在地）に相生町立相生小学校開校。
  - 4月9日 - 開校式典挙行。
- 2002年（平成14年）2月1日 - 開校記念あじさい植樹。「青勝園」碑建立。
- 2005年（平成17年）3月1日 - 相生町・鷲敷町・上那賀町・木沢村・木頭村の5町村合併による那賀町発足により、那賀町立相生小学校と改称。
- 2014年（平成26年）4月1日 - 木沢小学校を統合[1]。
- 2016年（平成28年）4月1日 - 桜谷小学校を統合。
- 2023年（令和5年）4月1日 - 平谷小学校を統合。

## 通学区域
那賀町
- 旧相生町域
- 旧上那賀町域
- 旧木沢村域
- 校区は徳島県の面積の約1割を占める。広域であるため、児童の約70%がスクールバスを利用している。

## 学校周辺
- 那賀町立相生中学校 - 那賀町道をはさんで、敷地が隣接。
- 那賀川
  - 新梁大橋
- 延野郵便局
- 国道195号

## アクセス
- 徳島バス丹生谷線「延野上」・「延野下」の両バス停下車後、徒歩約470m・約7分。
  - 「延野下」バス停の方が直線距離では近いが、道路の関係で若干遠回りとなる。
- 那賀町役場やJR牟岐線阿南・見能林・阿波橘の各駅から、上述の徳島バスに乗車し、上述のバス停下車後、徒歩。

## 通学区域が隣接している学校
- 那賀町立木頭小学校
- 三好市立東祖谷小学校
- 美馬市立木屋平小学校
- 神山町立神領小学校
- 上勝町立上勝小学校
- 勝浦町立横瀬小学校
- 那賀町立鷲敷小学校
- 阿南市立新野小学校
- 美波町立日和佐小学校
- 海陽町立海南小学校